# Lawsoniet

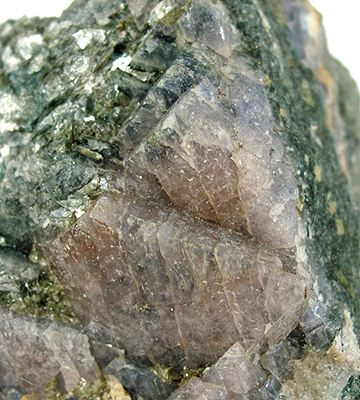

Het mineraal lawsoniet is een gehydrateerd calcium-aluminium-silicaat met de chemische formule {\displaystyle {\ce {CaAl2Si2O7(OH)2.H2O}}}. Het mineraal behoort tot de sorosilicaten.

## Eigenschappen
Het doorzichtig tot doorschijnend kleurloze, witte, grijze, gelige of blauwe lawsoniet heeft een glas- tot vetglans, een witte streepkleur en de splijting van het mineraal is perfect volgens de kristalvlakken [010] en [001] en slecht volgens [110]. Het kristalstelsel is orthorombisch. Xonotliet heeft een gemiddelde dichtheid van 3,09, de hardheid is 7,5 en het mineraal is niet radioactief.

## Naamgeving
Het mineraal lawsoniet is genoemd naar de Schots-Amerikaanse geoloog Andrew Cowper Lawson (1861 - 1952).

## Voorkomen
Lawsoniet is een mineraal dat voor het eerst gevonden werd in een schist met serpentijn. Later werd het ook als secundair mineraal gevonden in gabbro's en diorieten. De typelocatie van lawsoniet is het Reed station, Tiburón-schiereiland, Marin county, Californië, VS.